# Evermore (Taylor-Swift-Album)
Evermore (stilisiert „evermore“) ist das neunte Studioalbum der US-amerikanischen Sängerin Taylor Swift. Es wurde am 11. Dezember 2020 über die Labels Republic Records und Taylor Swift Productions veröffentlicht. Swift bezeichnet das Album als „Schwester-Album“ zu ihrem etwa fünf Monate vorher erschienenen Album Folklore.

## Hintergrund
Einen Tag vor Veröffentlichung des Albums kündigte Swift das Album erstmals auf ihren Social-Media-Accounts an. Am Erscheinungstag wurde neben Lyric Videos zu allen 15 Titeln des Standardalbums zudem das Musikvideo zu der ersten Single Willow veröffentlicht, welches eine Fortsetzung zu Swifts vorherigem Musikvideo für Cardigan darstellt. Die physische Edition des Albums enthält die Bonus-Tracks Right Where You Left Me und It’s Time to Go.

## Covergestaltung
Das Albumcover zeigt Swift von hinten vor einem entlaubten Wald stehend.
Sie trägt einen schwarzorangen Mantel und einen geflochtenen Zopf. Es enthält weder den Albumtitel noch ihren Namen.

## Titelliste
Standard Edition
| #   | Titel                             | Songwriter                                                 | Produzent                                 | Länge |
| --- | --------------------------------- | ---------------------------------------------------------- | ----------------------------------------- | ----- |
| 1.  | Willow                            | Taylor Swift, Aaron Dessner                                | Aaron Dessner                             | 3:34  |
| 2.  | Champagne Problems                | Taylor Swift, William Bowery                               | Aaron Dessner                             | 4:04  |
| 3.  | Gold Rush                         | Taylor Swift, Jack Antonoff                                | Taylor Swift, Jack Antonoff               | 3:51  |
| 4.  | 'Tis the Damn Season              | Taylor Swift, Aaron Dessner                                | Aaron Dessner                             | 3:49  |
| 5.  | Tolerate It                       | Taylor Swift, Aaron Dessner                                | Aaron Dessner                             | 4:05  |
| 6.  | No Body, No Crime (feat. Haim)    | Taylor Swift                                               | Taylor Swift, Aaron Dessner               | 3:35  |
| 7.  | Happiness                         | Taylor Swift, Aaron Dessner                                | Aaron Dessner                             | 5:15  |
| 8.  | Dorothea                          | Taylor Swift, Aaron Dessner                                | Aaron Dessner                             | 3:45  |
| 9.  | Coney Island (feat. The National) | Taylor Swift, Aaron Dessner, Bryce Dessner, William Bowery | Aaron Dessner, Bryce Dessner              | 4:35  |
| 10. | Ivy                               | Taylor Swift, Jack Antonoff, Aaron Dessner                 | Aaron Dessner                             | 4:20  |
| 11. | Cowboy Like Me                    | Taylor Swift, Aaron Dessner                                | Aaron Dessner                             | 4:35  |
| 12. | Long Story Short                  | Taylor Swift, Aaron Dessner                                | Aaron Dessner                             | 3:35  |
| 13. | Marjorie                          | Taylor Swift, Aaron Dessner                                | Aaron Dessner                             | 4:17  |
| 14. | Closure                           | Taylor Swift, Aaron Dessner                                | Aaron Dessner, BJ Burton, James McAlister | 3:00  |
| 15. | Evermore (feat. Bon Iver)         | Taylor Swift, Justin Vernon, William Bowery                | Taylor Swift, Aaron Dessner               | 5:04  |

Physische Edition
| #   | Titel                   | Songwriter                  | Produzent     | Länge |
| --- | ----------------------- | --------------------------- | ------------- | ----- |
| 16. | Right Where You Left Me | Taylor Swift, Aaron Dessner | Aaron Dessner | 4:05  |
| 17. | It’s Time to Go         | Taylor Swift, Aaron Dessner | Taylor Swift  | 4:15  |

## Singles
| Jahr | Titel                | Höchstplatzierung, Gesamtwochen, AuszeichnungChartplatzierungen (Jahr, Titel, , Platzierungen, Wochen, Auszeichnungen, Anmerkungen) | Höchstplatzierung, Gesamtwochen, AuszeichnungChartplatzierungen (Jahr, Titel, , Platzierungen, Wochen, Auszeichnungen, Anmerkungen) | Höchstplatzierung, Gesamtwochen, AuszeichnungChartplatzierungen (Jahr, Titel, , Platzierungen, Wochen, Auszeichnungen, Anmerkungen) | Höchstplatzierung, Gesamtwochen, AuszeichnungChartplatzierungen (Jahr, Titel, , Platzierungen, Wochen, Auszeichnungen, Anmerkungen) | Höchstplatzierung, Gesamtwochen, AuszeichnungChartplatzierungen (Jahr, Titel, , Platzierungen, Wochen, Auszeichnungen, Anmerkungen) | Anmerkungen                                         |
| Jahr | Titel                | DE | AT | CH | UK | US | Anmerkungen                                         |
| --- | -------------------- | --- | --- | --- | --- | --- | --------------------------------------------------- |
| 2020 | Willow               | DE46 (5 Wo.)DE | AT30 (3 Wo.)AT | CH21 (8 Wo.)CH | UK3 (14 Wo.)UK | US1 (20 Wo.)US | Erstveröffentlichung: 11. Dezember 2020             |
| Folgende Lieder erschienen nicht als Single, wurden aber durch das Album zum Download und Streaming bereitgestellt und konnten somit eine Platzierung erlangen: |                      | | | | | |                                                     |
| |                      | | | | | |                                                     |
| 2020 | Champagne Problems   | — | — | CH92 (1 Wo.)CH | UK15 (9 Wo.)UK | US21 (2 Wo.)US | Charteinstieg: 18. Dezember 2020                    |
| 2020 | ’Tis The Damn Season | — | — | — | — | US39 (2 Wo.)US | Charteinstieg: 26. Dezember 2020                    |
| 2020 | Gold Rush            | — | — | — | — | US40 (1 Wo.)US | Charteinstieg: 26. Dezember 2020                    |
| 2020 | Tolerate It          | — | — | — | — | US45 (1 Wo.)US | Charteinstieg: 26. Dezember 2020                    |
| 2020 | Happiness            | — | — | — | — | US45 (1 Wo.)US | Charteinstieg: 26. Dezember 2020                    |
| 2020 | Evermore             | — | — | — | — | US57 (1 Wo.)US | Charteinstieg: 26. Dezember 2020 feat. Bon Iver     |
| 2020 | Ivy                  | — | — | — | — | US61 (1 Wo.)US | Charteinstieg: 26. Dezember 2020                    |
| 2020 | Coney Island         | — | — | — | — | US63 (1 Wo.)US | Charteinstieg: 26. Dezember 2020 feat. The National |
| 2020 | Dorothea             | — | — | — | — | US67 (1 Wo.)US | Charteinstieg: 26. Dezember 2020                    |
| 2020 | Long Story Short     | — | — | — | — | US68 (1 Wo.)US | Charteinstieg: 26. Dezember 2020                    |
| 2020 | Cowboy Like Me       | — | — | — | — | US71 (1 Wo.)US | Charteinstieg: 26. Dezember 2020                    |
| 2020 | Marjorie             | — | — | — | — | US75 (1 Wo.)US | Charteinstieg: 26. Dezember 2020                    |
| 2020 | Closure              | — | — | — | — | US82 (1 Wo.)US | Charteinstieg: 26. Dezember 2020                    |
| 2020 | No Body, No Crime    | — | — | — | UK19 (5 Wo.)UK | US34 (2 Wo.)US | Charteinstieg: 26. Dezember 2020 feat. Haim         |

## Rezensionen
Evermore erhielt nahezu nur positive bis sehr positive Kritiken. Metacritic ermittelte für das Album eine durchschnittliche Bewertung von 85/100 basierend auf 27 Rezensionen.

## Kommerzieller Erfolg

### Chartplatzierungen
Evermore erreichte in den Vereinigten Staaten in der ersten Chartwoche mit 329.000 Album-equivalent units Platz eins der Albumcharts. In der zweiten Woche hielt das Album die Spitzenposition mit 169.000 Album-equivalent units.
| ChartsChartplatzierungen       | Höchstplatzierung | Wochen |
| ------------------------------ | ----------------- | ------ |
| Deutschland (GfK)              | 5 (75 Wo.)        | 75     |
| Österreich (Ö3)                | 2 (57 Wo.)        | 57     |
| Schweiz (IFPI)                 | 4 (16 Wo.)        | 16     |
| Vereinigte Staaten (Billboard) | 1 (224 Wo.)       | 224    |
| Vereinigtes Königreich (OCC)   | 1 (193 Wo.)       | 193    |

| ChartsJahrescharts (2021)      | Platzierung |
| ------------------------------ | ----------- |
| Deutschland (GfK)              | 65          |
| Schweiz (IFPI)                 | 56          |
| Vereinigte Staaten (Billboard) | 4           |
| Vereinigtes Königreich (OCC)   | 31          |

| ChartsJahrescharts (2022)      | Platzierung |
| ------------------------------ | ----------- |
| Vereinigtes Königreich (OCC)   | 76          |
| Vereinigte Staaten (Billboard) | 68          |

| ChartsJahrescharts (2023)      | Platzierung |
| ------------------------------ | ----------- |
| Vereinigte Staaten (Billboard) | 29          |
| Vereinigtes Königreich (OCC)   | 42          |

| ChartsJahrescharts (2024)      | Platzierung |
| ------------------------------ | ----------- |
| Vereinigte Staaten (Billboard) | 41          |
| Vereinigtes Königreich (OCC)   | 49          |

### Auszeichnungen für Musikverkäufe
| Land/Region                  | Auszeichnungen für Musikverkäufe (Land/Region, Auszeichnung, Verkäufe) | Verkäufe  |
| ---------------------------- | ---------------------------------------------------------------------- | --------- |
| Australien (ARIA)            | 2× Platin                                                              | 140.000   |
| Belgien (BRMA)               | Gold                                                                   | 10.000    |
| Brasilien (PMB)              | 3× Platin                                                              | 120.000   |
| Dänemark (IFPI)              | Platin                                                                 | 20.000    |
| Deutschland (BVMI)           | Gold                                                                   | 100.000   |
| Finnland (IFPI)              | Gold                                                                   | 10.000    |
| Frankreich (SNEP)            | Gold                                                                   | 50.000    |
| Italien (FIMI)               | Gold                                                                   | 25.000    |
| Kanada (MC)                  | 3× Platin                                                              | 240.000   |
| Neuseeland (RMNZ)            | 3× Platin                                                              | 45.000    |
| Norwegen (IFPI)              | Gold                                                                   | 10.000    |
| Österreich (IFPI)            | Gold                                                                   | 7.500     |
| Polen (ZPAV)                 | Platin                                                                 | 20.000    |
| Portugal (AFP)               | Gold                                                                   | 3.500     |
| Spanien (Promusicae)         | Gold                                                                   | 20.000    |
| Vereinigte Staaten (RIAA)    | Platin                                                                 | 1.000.000 |
| Vereinigtes Königreich (BPI) | Platin                                                                 | 302.000   |
| Insgesamt                    | 9× Gold · 15× Platin ·                                                 | 2.123.000 |

Hauptartikel: Taylor Swift/Auszeichnungen für Musikverkäufe/Alben